# 九间楼乡
九间楼乡，是中华人民共和国新疆维吾尔自治区塔城地区乌苏市下辖的一个乡镇级行政单位。

## 行政区划
九间楼乡下辖以下地区：
詹家庄子村、邢家庄子村、七户地村、毕家庄子村和黄渠村。